# 小一点红
小一点红（学名：Emilia prenanthoides）是菊科一点红属的植物。分布于印度以及中国大陆的云南、广西、贵州、广东、浙江、福建等地，生长于海拔550米至2,000米的地区，多生在山坡路旁、疏林或林中潮湿处，目前尚未由人工引种栽培。

## 别名
细红背叶（广州植物志）